# Thorbard av Møre
Thorbard av Møre también Herbert de la Mare (c. 862-935) fue un vikingo de Noruega, hijo del jarl de Møre Tore Teiande y  Årbot, hija de Harald I de Noruega. Participó como comandante en las incursiones vikingas que desembocaron en la conquista de Normandía. Recibió el feudo de Sainte-Opportune de su tío Hrolf Ganger y casó con su prima Griselle de Normandía, hija de Rollon y según algunas fuentes de Gisela de Francia.
Fue nombrado primer señor de Sainte-Opportune-la-Mare y cambió su nombre por Herbert de la Mare. Su hijo Walter Fitz Herbert De La Mare, heredó el señorío normando.
Los registros históricos citan a Robert de la Mare —hijo del bisnieto de Thorbard, Norman Fitz Guillaume De la Mare (uno de los más grandes señores normandos en el siglo XI), como uno de los lugartenientes de Tancredo de Hauteville en la conquista de Sicilia en 1041.